# Jacques Roëttiers de la Tour
Pour les articles homonymes, voir Roëttiers.
Jacques Roëttiers de la Tour (ou Delatour), né le 20 août 1707 à Saint-Germain-en-Laye et mort le 17 mai 1784 à Paris, est un sculpteur, médailleur et orfèvre français.

## Biographie
Fils de Norbert Roettiers (1666-1727) et de son épouse Winifred Clarke, nièce de John Churchill, duc de Marlborough, Jacques Roëttiers de la Tour fait partie de la famille Roettiers, d'origine anversoise, célèbre pour avoir fourni plusieurs médailleurs et orfèvres.
Il s'est marié en 1734 avec Anne-Marguerite Besnier, fille de Nicolas Besnier, l'orfèvre du roi et directeur de la manufacture de Beauvais. Il est le père de Jacques-Nicolas Roettiers (1736-1788) qui sera également un orfèvre et joaillier célèbre, et d'Alexandre Roëttiers de Montaleau (1748-1807), médailleur et franc-maçon.
Roettiers étudie le dessin et la sculpture à l'Académie royale de peinture et de sculpture, où il remporte le prix de Rome en sculpture en 1727, lui permettant de devenir pensionnaire du roi à l'Académie de France à Rome. Mais il préfère demeurer à Paris pour se perfectionner dans la gravure de médaille. En 1732, il part s’installer à Londres, où il est nommé graveur à la Monnaie royale britannique.
En 1733, il rentre à Paris où il est agréé maître et devient académicien le 2 octobre 1773, sur les portraits de Locke et de Newton. Il exécute un service entier pour le Dauphin de France, Louis, fils de Louis XV de France. Il renonça de bonne heure à la gravure en médaille pour s’adonner à l’orfèvrerie, genre dans lequel il excella. La même année, il épouse la fille de Nicolas Besnier, orfèvre du roi.
En 1736, il réalise un chef-d’œuvre pour le duc de Bourbon : un surtout de table en argent représentant une scène de chasse (Paris, musée du Louvre). À la mort de Besnier, Roettiers reprend sa charge. Ses œuvres, très en ligne avec les goûts de l'époque, lui assurent fortune et honneurs. Il est anobli en 1772 et admis à l'Académie royale de peinture et de sculpture le 2 octobre 1773. Il prend sa retraite en 1774, et meurt le 17 mai 1784 dans les galeries du palais du Louvre où il occupait un appartement.
Des œuvres de Roëttiers sont conservées à Paris au musée du Louvre et à Londres au British Museum.